# Входное
остановочный пункт Входное — упразднённый посёлок в Агаповском районе Челябинской области. На момент упразднения входил в состав Буранного сельсовета. Исключен из учётных данных в 1995 г.

## География
Располагался в центре района, у одноимённого остановочного пункта Южно-Уральской железной дороги, в 1 км (по прямой) к западу от посёлка Урожайный.

## История
Населённый пункт возник в 1930-е годы в связи со строительством железнодорожной платформы на линии Карталы I — Магнитогорск Южно-Уральской железной дороги.
По данным на 1970 год посёлок остановочная платформа Входное входил в состав Буранного сельсовета.
Исключен из учётных данных Постановлением Областной Думы Челябинской области от 21.12.1995 № 307.

## Население
Согласно результатам переписи 1970 года в посёлке проживало 17 человека.